# Harzer Schmalspurbahnen
Pour les articles homonymes, voir HSB.
Les Harzer Schmalspurbahnen, abrégé HSB, (en français : Chemins de fer à voie étroite du Harz) sont une entreprise ferroviaire allemande, établie à Wernigerode en Saxe-Anhalt. Les trains de montagne sont une des principales attractions touristiques du massif du Harz, tractés par locomotives à vapeur ils attirent de nombreux amateurs de chemins de fer.

## Historique

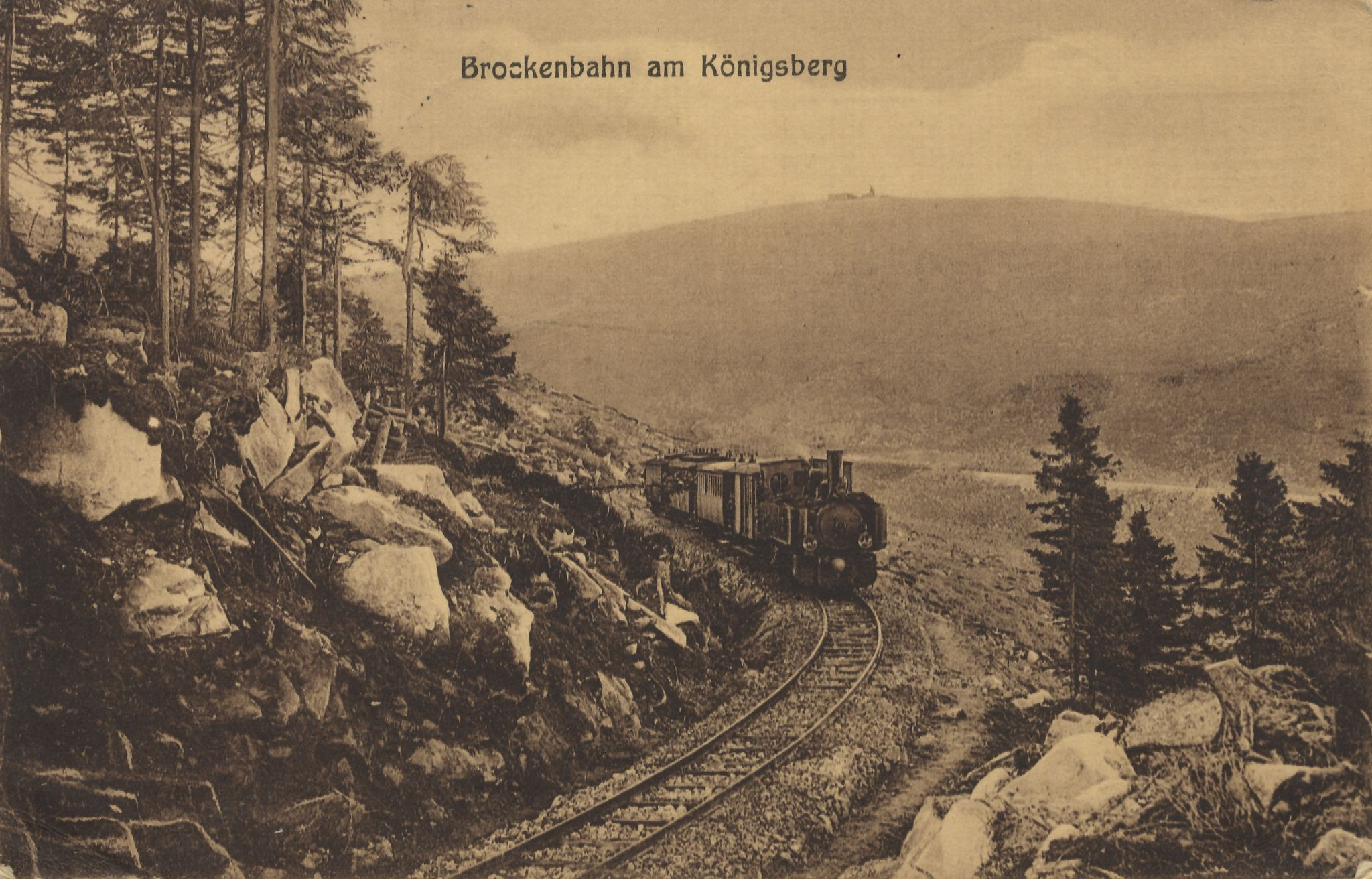
Train de la Brockenbahn au dessus de Schierke.

Le premier tronçon du réseau actuel est mis en service le 7 août 1887, entre la ville de Gernrode, au nord-est du Harz, et Mägdesprung dans la vallée de la Selke, par la compagnie Gernrode-Harzgeroder Eisenbahn-Gesellschaft (GHE). Dans les années suivantes, les lignes de la Selketalbahn à voie métrique ont été prolongées jusqu'à Alexisbad, Harzgerode et Hasselfelde.
La première section de la Harzquerbahn, en traversant la montagne de Wernigerode au nord à Nordhausen au sud, a été mis en service le 12 juillet 1897, par la compagnie Nordhausen-Wernigeroder Eisenbahn-Gesellschaft (NWE). La ligne a été complétée le 27 mars 1899, avec la déviation vers le Brocken. À partir de 1er juillet 1905, les deux lignes de la Selketalbahn et la Harzquerbahn étaient reliées.
Durant la République démocratique allemande (RDA), les diverses compagnies ferroviaires du Harz furent rattachées dès le 1er avril 1949 à la Deutsche Reichsbahn. Après la réunification allemande, la scission des HSB d'avec la Deutsche Reichsbahn aura lieu le 19 novembre 1991, et le premier train des Harzer Schmalspurbahnen circulera le 1er février 1993

## Réseau
- Harzquerbahn : 60,50 km
  - Nordhausen – Eisfelder Talmühle – Drei Annen Hohne – Wernigerode
- Selketalbahn : 60,97 km
  - Eisfelder Talmühle – Stiege (8,55 km)
  - Hasselfelde – Stiege – Alexisbad – Quedlinburg (49,49 km)
  - Alexisbad – Harzgerode (2,93 km)
- Brockenbahn : 18,96 km
  - Drei Annen Hohne – Brocken

### Traction
Le réseau n'est pas électrifié. Les trains les plus recherchés des touristes sont ceux tractés par une locomotive à vapeur, la série 99.23–24 DR-Baureihe 99.23–24 (de)) est la plus puissante locomotive à vapeur pour voie étroite en Europe.
Les services sont également assurés par des autorails offrant un nombre de places réduit.
Entre Nordhausen et Ilfeld-Neanderklinik, certaines courses sont assurées par le tramway de Nordhausen (ligne 10), de type Siemens Combino Duo bi-mode, circulant en traction thermique sur la voie des HSB.

## Galerie photo

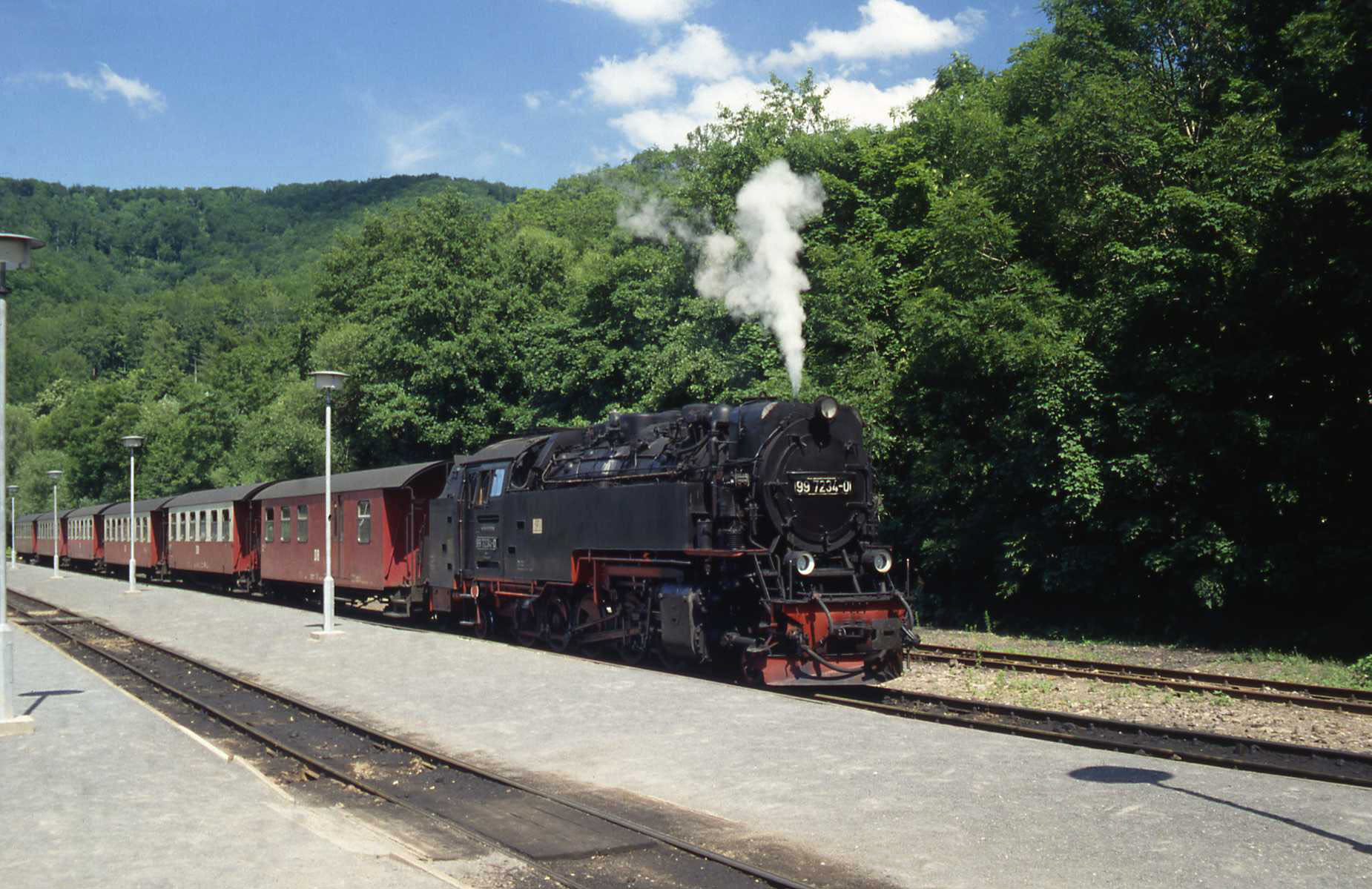
Eisfelder Talmühle
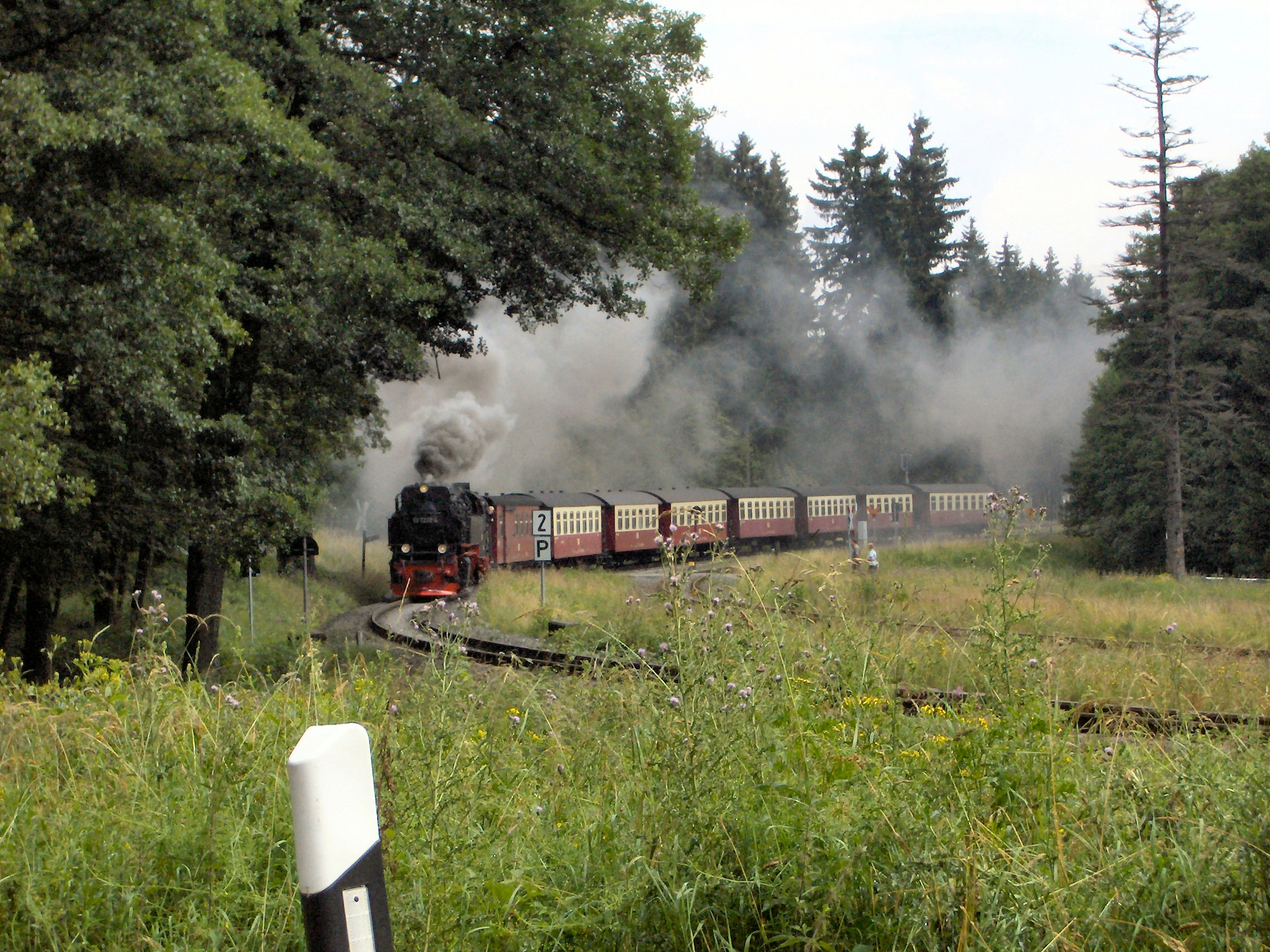
Schierke
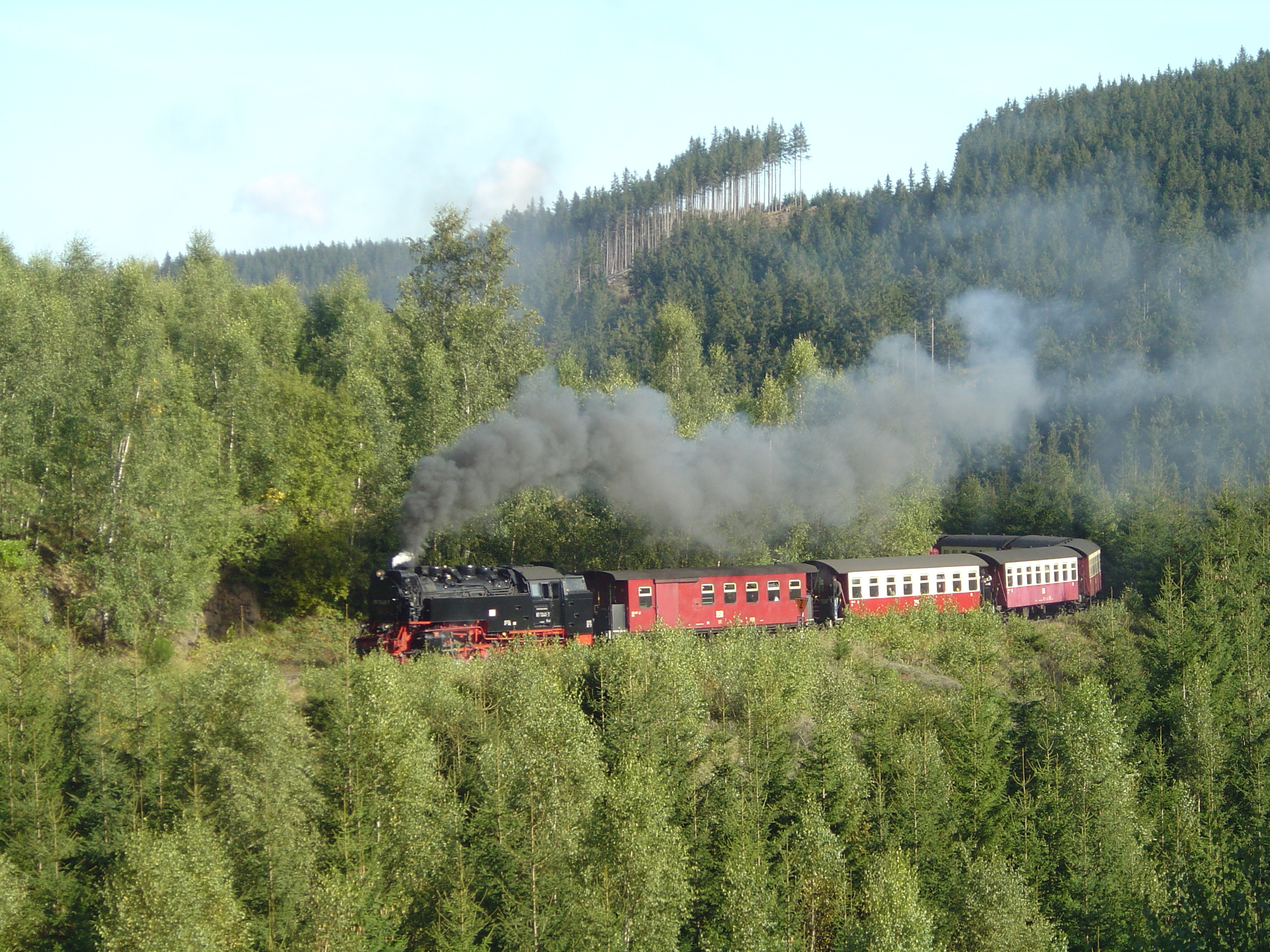
Drei Annen Hohne
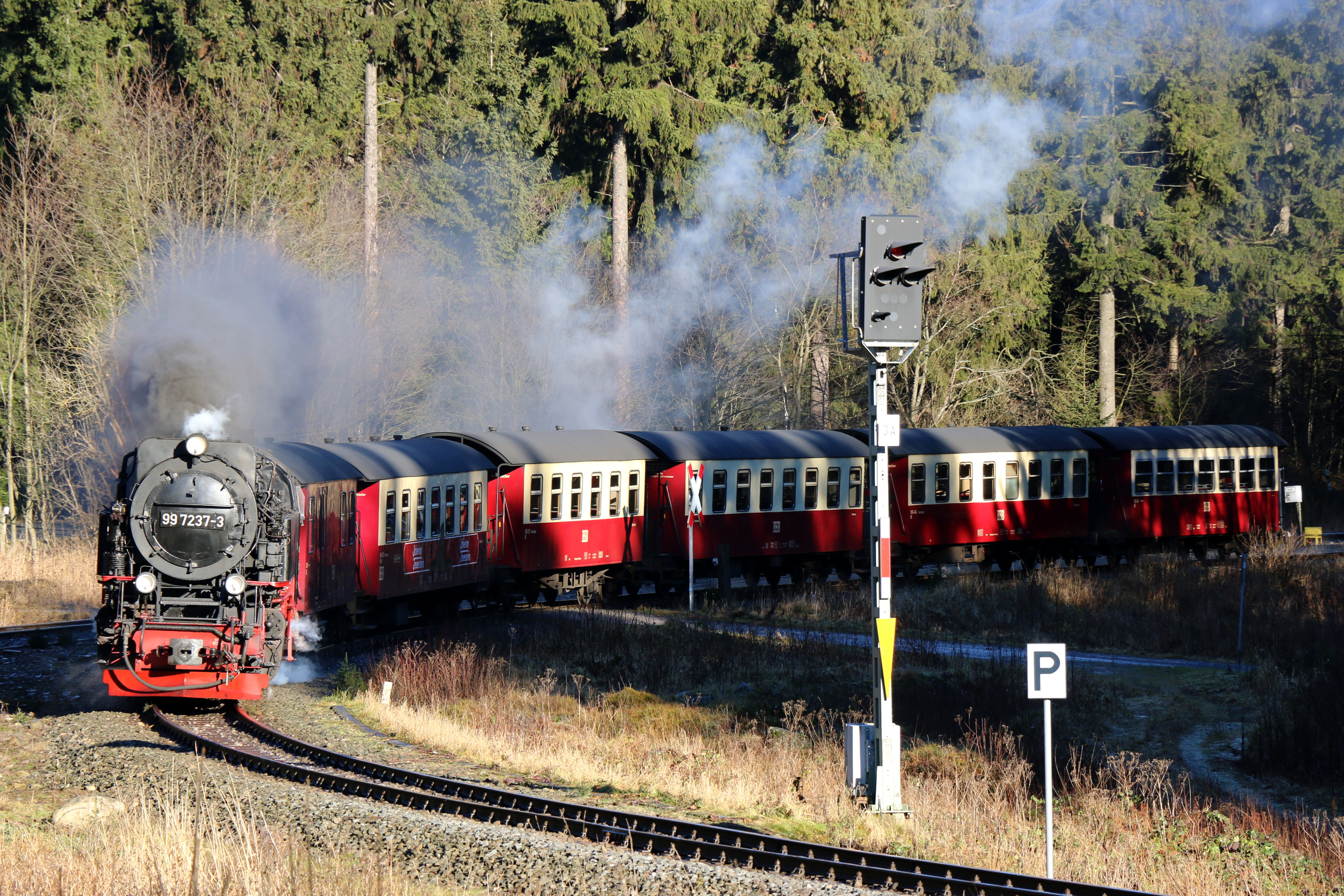
Drei Annen Hohne
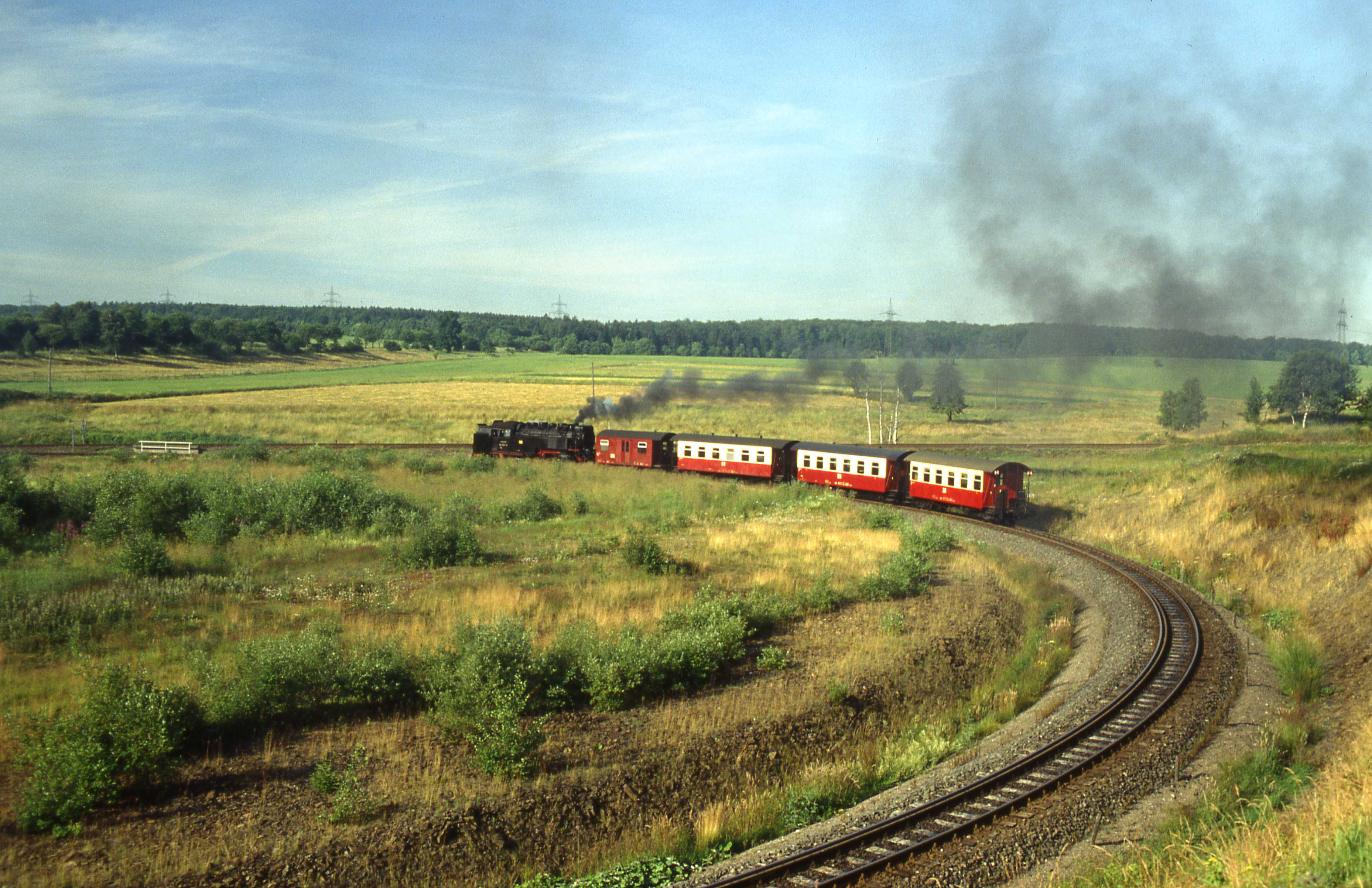
Stiege
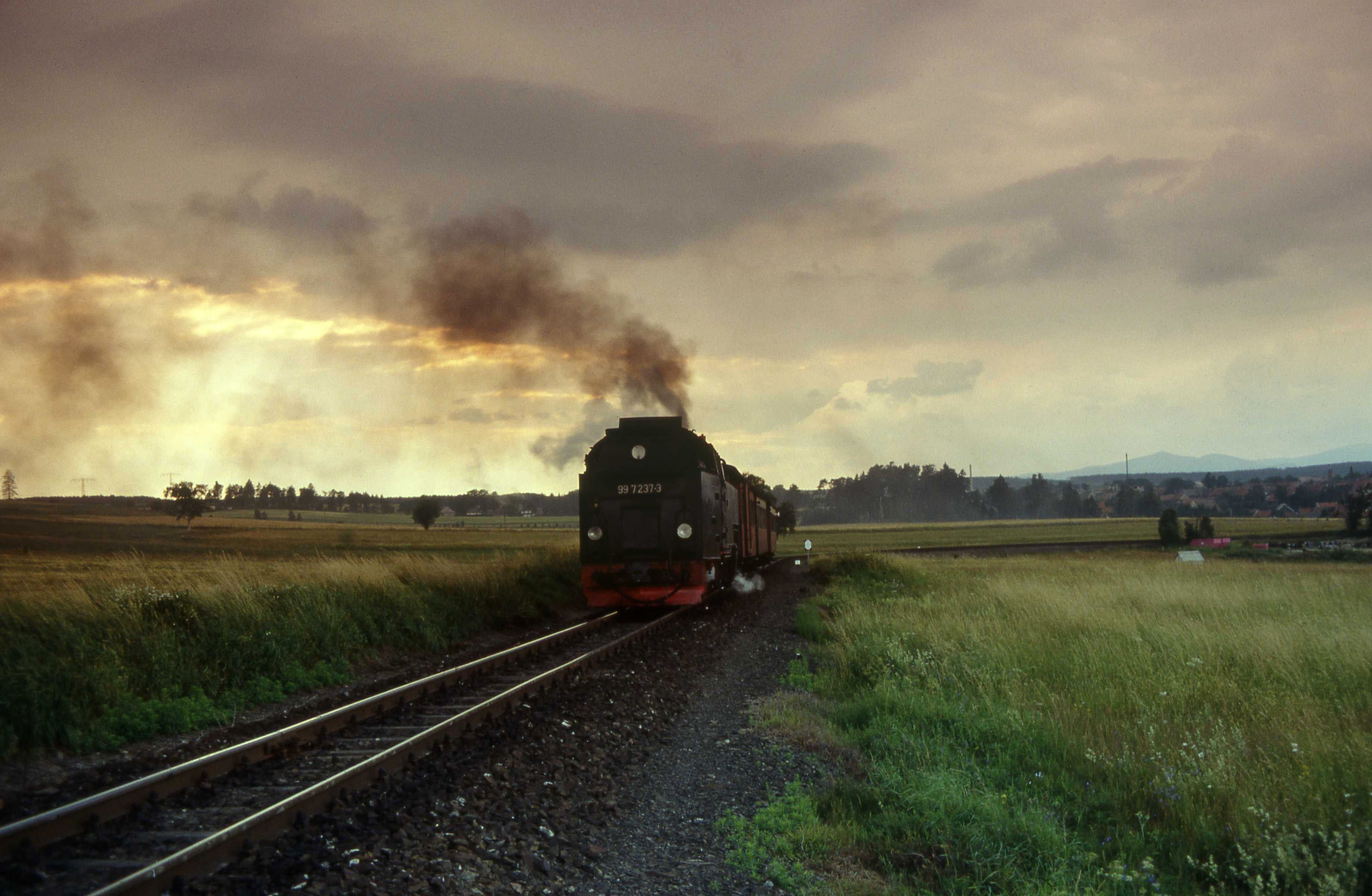
Hasselfelde
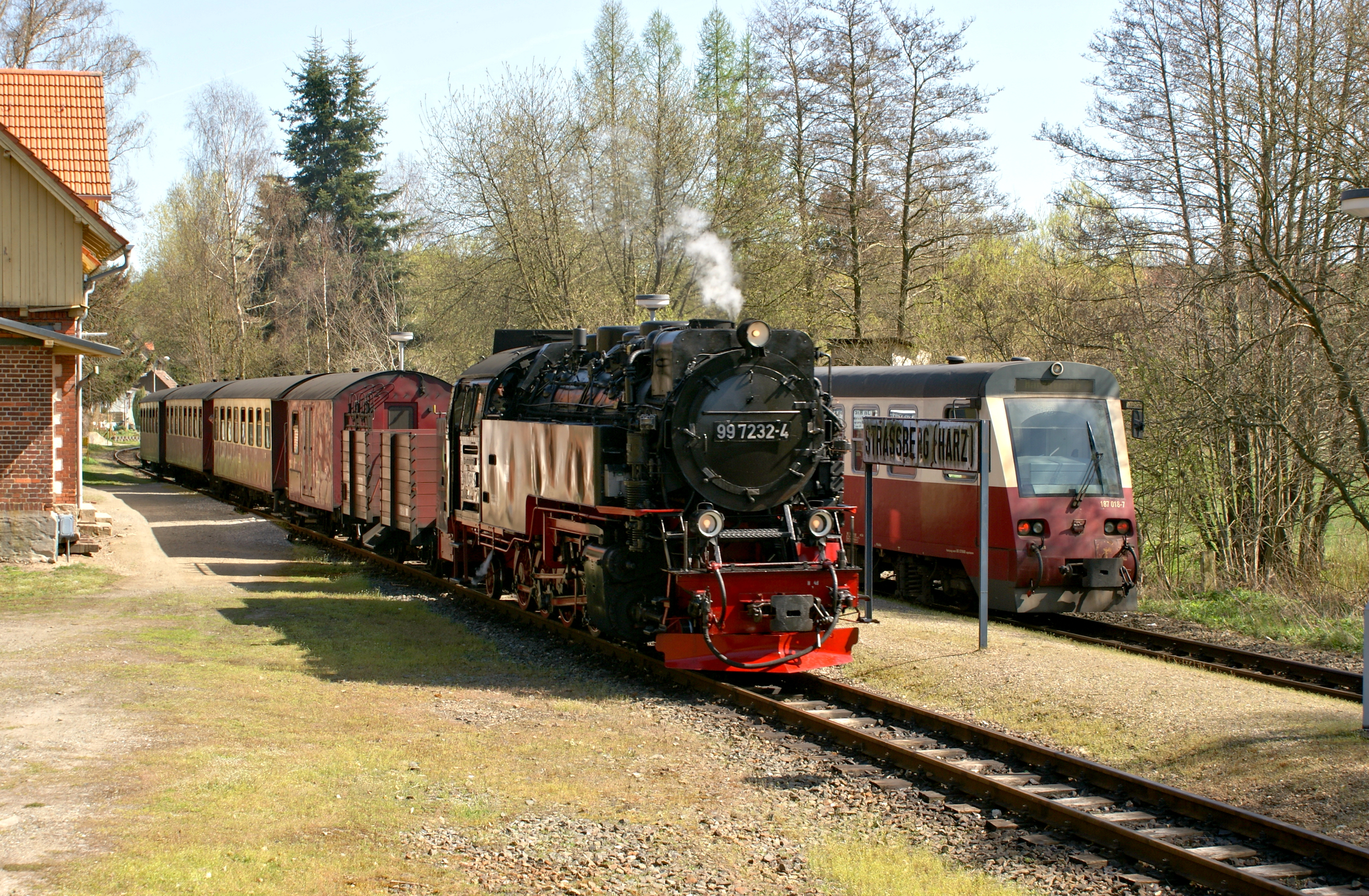
Straßberg (Harzgerode)
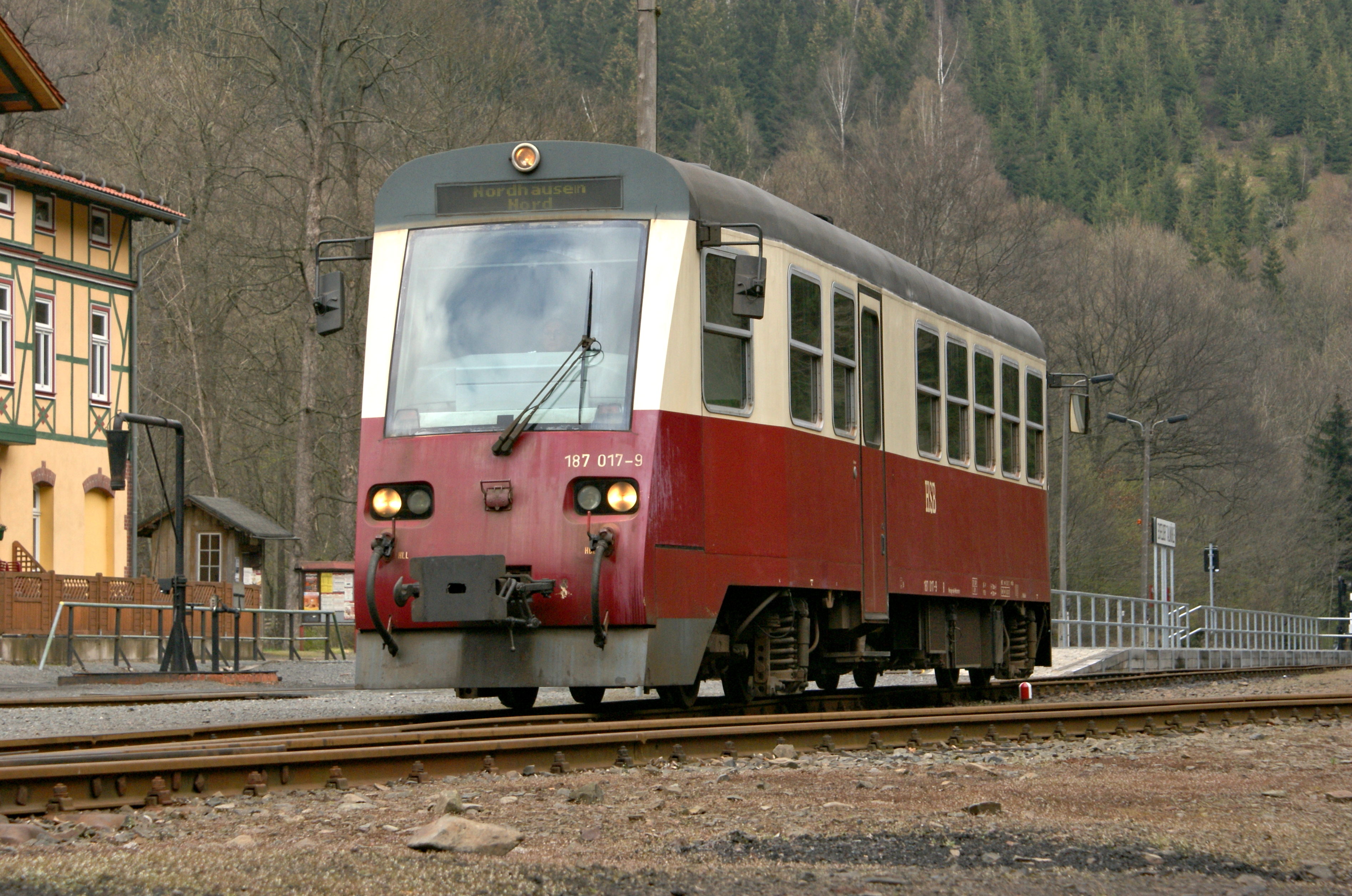
Autorail à Eisfelder Talmühle
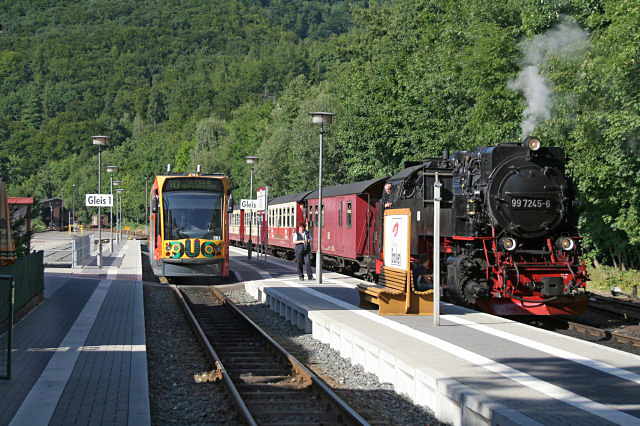
Tramway de Nordhausen côtoyant les HSB à Ilfeld
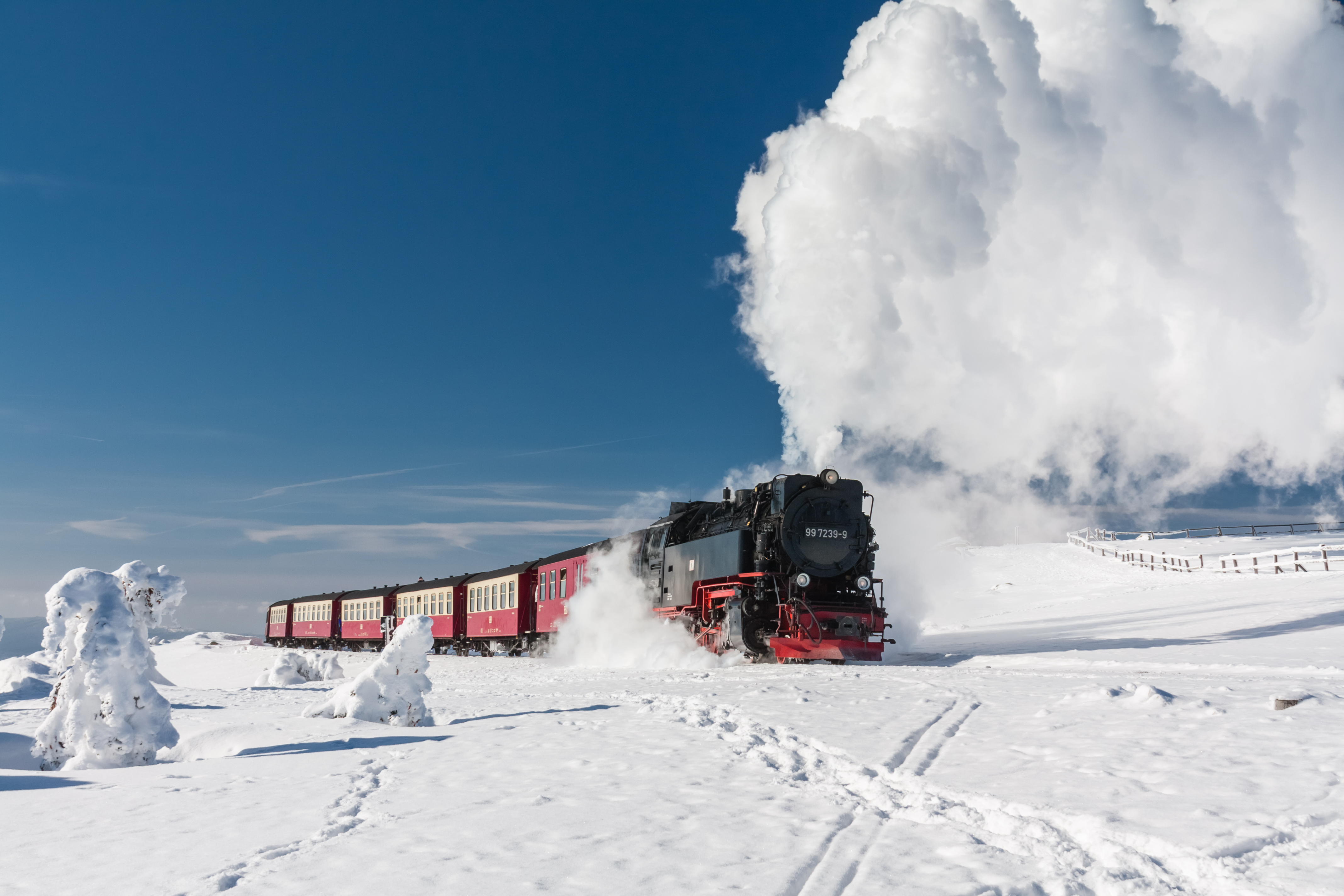
Dans le parc national du Harz, train de la ligne Brockenbahn mené par Harzer Schmalspurbahnen. Février 2012.